# Denville
Denville is een plaats (township) in de Amerikaanse staat New Jersey, en valt bestuurlijk gezien onder Morris County.

## Demografie
Bij de volkstelling in 2010 werd het aantal inwoners vastgesteld op 16.635.
In 1990 bedroeg het aantal inwoners nog 13.812, een stijging van 2823 (17%).

## Geografie
Volgens het United States Census Bureau beslaat de plaats een oppervlakte van
32,99 km², waarvan 31,05 km² land en 1,94 km² water.

## Geboren
- Tom Verlaine (1949-2023), zanger, songwriter en gitarist en voorman van de punk-rockband Television
- Phil Baran (1970), scheikundige
- Johnny Cardoso (2001), voetballer